# Elecció papal de 1118
L'Elecció papal de 1118 va ser el procés pel qual s'escollí fou escollit el papa Gelasi II com a successor de Pasqual II, que havia mort el 21 de gener del 1118 a Roma després de 18 anys de pontificat.
La butlla papal In nomine Domini feta pel Papa Nicolau II el 1059, declarava que a la mort d'un papa en funcions, els bisbes cardenals s'havien de consultar entre si per tal d'acordar un candidat, i després s'havien de reunir per procedir a l'elecció.
No es coneixen amb certesa el nombre i la composició del col·legi cardenalici que va participar en l'elecció. La primera font va ser escrita dotze anys després per Pandulf de Pisa, cardenal sacerdot de la Basílica de Sant Cosme i Sant Damià. Indica que a l'elecció van participar-hi 49 cardenals (quatre bisbes, 27 sacerdots i 18 diaques), però, esmenta els noms de només 35 (quatre bisbes, 20 sacerdots i 11 diaques, incloent els elegits). Segons Pandulf, un cardenal prevere estava absent, al que cal afegir-hi dos bisbes cardenals més, que Pandulf no esmenta però la seva existència està documentada. Per això la llista de Pandulf s'ha posat en dubte pels historiadors moderns. És un document que cal entendre enmig de la polèmica que envoltava l'escissió de l'antipapa Anaclet II (1130-1138), ja que Pandulf donava suport a Anaclet II, que l'havia fet cardenal. L'anàlisi crítica de les fonts mostra que al gener del 1118 no hi havia els cardenals preveres i diaques que indica Pandulf. Diversos cardenals mencionats per Pandulf no van ser elevats fins anys després per altres papes. El gener de 1118, el Col·legi de Cardenals tenia una població de probablement només 41 membres, entre ells sis bisbes, 20 sacerdots i 15 diaques, dels quals 36 (4, 18 i 14) van participar en l'elecció. Sembla que es van absentar dos cardenals preveres, dos cardenals bisbes i un cardenal diaca.
Pasqual II al llarg del seu papat va participar en la Lluita de les Investidures de l'emperador Enric V que van donar suport l'aristocràcia romana. Després de la seva mort, els cardenals es va refugiar en un monestir benedictí a la turó del Palatí per por als partidaris de l'emperador. El 24 de gener, tres dies després de les oracions i devocions habituals, els electors van escollir per unanimitat el cardenal de Santa Maria in Cosmedin, qui es va donar el nom de Gelasi II. Poc després de la seva elecció, el Papa va ser detingut per Cenzio II Frangipani, un partidari de l'emperador. Tot i ser alliberat per un aixecament popular al març, el Papa va fugir de Roma a França, on va romandre fins a la seva mort a principis de l'any següent. Durant aquest temps, l'emperador va nomenar arquebisbe a Maurici Burdinusa Braga, que va prendre el nom de Gregori VIII, com antipapa.